# Горіцький Олексій Васильович
Горіцький Олексій Васильович (нар. 21 лютого 1962, с. Онацьківці, Полонський район Хмельницька обл.) — український науковець, доктор фізико-математичних наук, лауреат Державної премії України в галузі науки і техніки, дійсний член Академії будівництва України.

## Біографія
Горіцький Олексій Васильович народився 21 лютого 1962 року в с. Онацьківці Полонського району Хмельницької області.
В 1979 році закінчив Онацьковецьку середню загальноосвітню школу.
З 1980 по 1985 рік навчався в Київському інженерно-будівельному інституті, отримав диплом (з відзнакою) інженера-будівельника за спеціальністю «Промислове та цивільне будівництво». Трудову діяльність почав старшим інженером Управління виробничої комплектації тресту «Київміськбуд-2», потім працював виконробом будівничого управління № 43.
З квітня 1987 року був переведений в Інститут «Київоргбуд» Головкиївміськбуду, спочатку керівником групи, провідним інженером. Пізніше очолював лабораторію радіаційного контролю будівельних матеріалів при науковому Центрі радіаційної медицини Академії медичних наук України.
З жовтня 1991 року по 1996 рік — директор, генеральний директор науково-виробничої фірми «РОСА» (радіаційні обстеження та ситуаційний аналіз) Держкомчорнобилю України. В жовтні 1996 року призначений заступником генерального директора з розвитку наукового Центру радіаційної медицини Академії медичних наук України.
З 2003 року — заступник директора з наукової роботи Всеукраїнського науково-дослідного Інституту цивільного захисту населення Міністерства з надзвичайних ситуацій України.
З жовтня 2004 року працює заступником директора з розвитку Інституту онкології Академії медичних наук України.
В 2005 році захистив докторську дисертацію на тему «Організація і управління будівельного виробництва з урахуванням радіаційного фактору».

## Відзнаки
В 2000 році присуджена Державна премія України в галузі науки і техніки за цикл досліджень, розробку та впровадження технології, організації та управління будівництвом в умовах підвищеного радіаційного впливу.
Нагороджений орденом Української Православної Церкви преподобного Нестора Літописця ІІІ ступеня. Дійсний член Академії будівництва України, керівник відділення «Радіаційний захист в будівництві».